# Anastasija Grišina
Anastasija Nikolaevna Grišina (in russo Анастасия Николаевна Гришина?; Mosca, 16 gennaio 1996) è una ginnasta russa, membro della squadra vincitrice della medaglia d'argento alle Olimpiadi di Londra 2012. Nello stesso anno diventa vice campionessa europea alle parallele asimmetriche.

## Carriera
La sua prima importante competizione da junior sono i Campionati Europei di Birmingham, Regno Unito. Grazie al suo punteggio complessivo di 56.950, contribuisce a far vincere alla Russia la medaglia d'oro nel concorso a squadre. Individualmente, arriva seconda nel concorso individuale e vince la medaglia d'oro alle parallele asimmetriche (15.375) e al corpo libero (14.275).
È impossibilitata a gareggiare per tutto il resto dell'anno a causa di un mal di schiena. Durante un'intervista all'International Gymnast Magazine ha dichiarato: «I migliori momenti del 2010 sono i miei buoni risultati ai Campionati Europei e i miei risultati scolastici. Questo anno finisco i miei esami di nono grado e sarebbe bello superarli tutti. Per quanto riguarda la ginnastica artistica, voglio partecipare al Festival olimpico della gioventù europea in Turchia e farlo bene. In questo momento è tutto in ordine (per quanto riguarda la salute) e, se tutto va bene, potrò gareggiare ai Campionati Russi».
Inizia il 2011 partecipando al Trofeo Città di Jesolo dove arriva quinta nel concorso individuale con 57.050 punti. Il mese successivo partecipa ai Campionati Russi di Penza, dove vince il titolo nazionale con un totale di 117.775 punti. Nel mese di maggio partecipa alla Zakharova Cup di Kiev, Ucraina. Vince il concorso generale individuale (59.950).
Non partecipa al Festival Olimpico della Gioventù Europea di Trebisonda, ultima importante competizione da junior, a causa di una tendinite al ginocchio.

### 2012: Pre-Olimpiadi
L'11 gennaio 2012 partecipa ai Test Event di Londra, ultima prova di qualificazione per le Olimpiadi del 2012. Si piazza al decimo posto nella classifica generale individuale con 55.091 punti. Nelle finali ad attrezzo, arriva settima al volteggio con uno scarso 12.633 e prima alle parallele asimmetriche con 15.033 punti. Dopo la competizione, l'allenatore della nazionale russa Alexander Alexandrov dice di lei, «Grishina è un forte e giovane talento. È una ginnasta molto interessante, molto bella. È leggera, flessibile ma ha buone difficoltà».
A marzo compete ai Campionati Russi di Penza, dove arriva terza nella classifica generale, dietro le campionesse mondiali Viktorija Komova e Aliya Mustafina. Inoltre, arriva seconda al volteggio (14.340), terza alle parallele (14.240), seconda alla trave (14.480) e prima al corpo libero (14.640).
Alla fine del mese, Anastasia compete al Trofeo Città di Jesolo dove si piazza al terzo posto con la squadra russa e quinta nell'all-around.
Viene convocata per far parte della squadra nazionale che competerà ai Campionati Europei di Bruxelles dal 9 al 13 maggio. Con la Russia, grazie ad un punteggio complessivo di 172.562, si qualifica per la finale a squadre al secondo posto, dietro solamente alla Romania (177.472). Individualmente riesce a centrare la finale alla trave, al volteggio e alle parallele asimmetriche. Il 12 maggio, con un punteggio complessivo di 175.536, conquista l'argento nella finale a squadre. Il giorno seguente compete alle parallele asimmetriche, alla trave e al volteggio, dove arriva rispettivamente seconda (15.200), quarta dopo una caduta (14.066) e quinta (14.266).
A giugno, durante la Russian Cup, arriva seconda alle parallele con un punteggio di 15.450.

#### Olimpiadi di Londra
Il 29 luglio, con la giornata di qualificazione femminile, inizia la sua avventura olimpica. Compete in tutti e quattro gli attrezzi e contribuisce a far qualificare la squadra russa al secondo posto, con un complessivo di 180.429, dietro gli Stati Uniti di un decimo circa (181.863). Individualmente, svolge dei buoni esercizi su tutti e quattro gli attrezzi e si qualifica al dodicesimo posto nel concorso generale individuale (57.332), svolge anche un buon esercizio alla trave (14.900). È impossibilitata a partecipare ad entrambe le finali a causa della regola two-per-country.
Il 31 luglio compete in due attrezzi per la finale a squadre. Esegue una buona routine alle parallele asimmetriche che le valgono un 14.700, ma commette un grave errore al corpo libero e ottiene solo 12.466 punti. Vince l'argento insieme alla squadra russa.

### 2013: Campionati Europei di Mosca
Nel marzo 2013, Anastasia compete ai Campionati Russi dove aiuta la sua squadra, la Moscow, a vincere la medaglia d'argento nella finale a squadre. Individualmente, vince l'oro alle parallele e l'argento nel concorso generale individuale. Il mese successivo, viene scelta per partecipare ai Campionati Europei di Mosca.
Partecipa alla Cottbus World Cup in Germania, dove vince la medaglia d'oro alle parallele e alla trave.
L'allenatrice russa Valentina Rodioneko ha dichiarato che, nonostante Anastasia faccia parte del team per gli Europei, non ci sono molte aspettativa su di lei. Al contrario di ogni aspettativa, riesce a vincere la medaglia di bronzo nel concorso generale individuale. Non si qualifica in alcuna finale ad attrezzo ma, a causa dell'infortunio di Gabrielle Jupp, riesce ad entrare nella finale a trave, dove vince il bronzo. Al corpo libero, entra al posto della compagna di squadra Aliya Mustafina e arriva quarta.
A giugno partecipa alla World Cup di Anadia, in Portogallo. Durante le qualificazioni si posiziona al settimo posto alle parallele asimmetriche (13.375), diciannovesima alla trave (12.350) e nona al corpo libero (13.175). Con un buon 14.750 vince la medaglia d'oro alle parallele asimmetriche.
Un infortunio alla schiena le impedisce di gareggiare ai Campionati Mondiali di Anversa.

### 2014: L'infortunio
In aprile partecipa ai Campionati Nazionali di Penza, dove arriva terza nel concorso individuale con un punteggio complessivo di 56.467. Durante l'esercizio al corpo libero del concorso a squadre, si infortuna al ginocchio e termina la gara con 3.200 punti.